# В житах (Косинка)
В житах – новела українського письменника, представника «Розстріляного відродження», Григорія Косинки.  Вперше була опублікована у журналі «Нова культура» у 1922 році. Після авторського редагування новела вийшла у журналі «Життя й революція» у 1925 році, а у 1926 увійшла до однойменної збірки новел.

## Ідея твору
Ідеєю твору є з’ясування сенсу людського буття.

## Проблематика твору
У новелі автором порушені проблеми втрати духовних орієнтирів в умовах суспільного конфлікту; вибору та подальших його наслідків.

## Персонажі
Корній Дізік, дезертир;
Дзюба, багатій із с. Гнилище;
Ульяна, кохана дівчина Корнія.

## Сюжет
Розповідь в новелі йдеться від особи дезертира Корнія Дізіка, вояка загону отамана Гострого, та описує один день з його життя.
Корній прокидається вранці біля стрижня та йде переховуватись вдень у житах. Він йде знайомими стежками та раптом його увагу привертає курява на степовому шляху. Корній, пам'ятаючи наказ отамана, ховається, спостерігаючи за шляхом. Повз нього на возі проїжджає гнилищанський багатій Дзюба, котрий веде розмову про комісарів із своїм супутником.
Це наштовхує Корнія на сумні  спогади про розстріляного на городі Дзюби комуніста Матвія Киянчука, якого він поважав.
Далі, майже не встигнувши зійти з місця, Корній зустрічає Ульяну, свою кохану дівчину, яку не бачив два роки.
Вони щасливі разом, згадують минуле та Корній дізнається, що Ульяна є дружиною Дзюби. Ульяна також розповідає, що Дзюба поїхав заручником у волость, тому вона йде до матері у Чорносливку. Згадавши своє колишнє кохання, Ульяна уходить, залишаючи Корнія, який розмірковує над своєю долею та, насолоджуючись зустріччю із коханою, подумки звертається до степу із бажанням співати.

## Критика
Досліджуючи творчість Григорія Косинки, українська літературознавця,  доктор філологічних наук Раїса Мовчан, зазначила, що у новелі, «…«В житах»… та ін. найрельєфніше виділяються вселюдські мотиви, проблеми, що свідчать про вихід митця у сферу модерністичної умовності…спостерігається поєднання найголовніших тенденцій прози малих жанрів, прикметних для свого часу». 
Також новела характеризується як один з «найжиттєлюбніших Косинчиних творів…».  